# Łososiowice
Łososiowice (niem. Losswitz, Loßwitz) – wieś w Polsce położona w województwie dolnośląskim, w powiecie wołowskim, w gminie Wołów.

## Podział administracyjny
W latach 1975–1998 miejscowość administracyjnie należała do województwa wrocławskiego.

## Demografia
W 1939 we wsi mieszkało 396 osób. W roku 2006 było ich 216, natomiast według Narodowego Spisu Powszechnego (III 2011 r.) ich liczba wyniosła 223 osoby a według danych z rejestru PESEL (2015) 225 osób. Jest dwunastą co do wielkości miejscowością gminy Wołów.

## Nazwa wsi
Przypuszczalnie słowiańska nazwa wsi pochodzi od staropolskiego słowa oznaczającego łosia (nie łososia). Według informacji (niepotwierdzonej w istniejących obecnie dokumentach źródłowych) w XII w. Piotr Włostowic nakazał budowę domu zakonnego benedyktynów we Włostowicach (byłaby to domniemana ówczesna nazwa Łososiowic, pochodząca od nazwiska benefaktora zakonu).

W 1208 roku w "Kodeksie dyplomatycznym Śląska" pojawia się zlatynizowana nazwa Lozozeuich. Odnośna wzmianka opisuje dwóch braci, Sdana i Nozala, poddanych ze Stobna, którzy uprawiali pole i łąkę oraz zajmowali się lasem dębowym, terenami należącymi wcześniej do wsi Lozozeuich Następna wzmianka pochodzi z roku 1289, gdy jako wieś Łososzkowice, wraz z Żyrkowem (obecnie: Żerków), została przez Przemka ścinawskiego zapisana klasztorowi w Lubiążu. Po raz pierwszy niemiecki zapis nazwy wsi Lossowiz pojawił się w roku 1303, w dokumencie zakupu majątku ziemskiego w tej wsi (lokowanej na prawie niemieckim) przez niejakiego Zulico ze wsi Grossonow (dziś Grodzanów) od Nicolausa, zwanego również Lossoz. Akt zakupu został sporządzony przez opata Theodoricha z klasztoru w Lubiążu.
Inna nazwa wsi Steyndorf (dosłownie: Kamienna Wieś), o całkowicie niemieckiej genezie, pojawiła się w sfałszowanym dokumencie z 3 lutego 1304, dotyczącym zamiany majątków między Hermannem, opatem klasztoru w Lubiążu, a Mikołajem z Muschzilnitz. Książę Henryk III głogowski zatwierdził tę zamianę i powierzył klasztorowi wszelkie prawa książęce oraz najwyższe sądownictwo we wsiach Syrchow (Żerków), Sagaritz (Zagórzyce) oraz Steyndorf (Łososiowice). W następnych stuleciach nazwa ta została zastąpiona pierwotną nazwą Losswitz (z różnymi wariantami pisowni), pochodzącą od nazwy słowiańskiej: w 1638 r. Lohswitz, na przełomie lat: 1651/1652 - Loswitz, 1666/1667 - Losswitz

## Historia
Na terenie dzisiejszej wsi Łososiowice znalezione zostały przedmioty z epoki kamiennej, jak np. ostrza siekiery, które wskazują na istnienie wczesnych osad na tym terenie. Z epoki brązu (2000 p.n.e.-800 n.e.) oraz z okresu osadnictwa Wandali na Śląsku (100 p.n.e.-600 n.e.) zostały znalezione groby z wyposażeniem. W jednym z nich znaleziony został miecz z II wieku p.n.e.
Wieś wspomniana w zachowanych dokumentach po raz pierwszy w roku 1208. Należała do majątku ziemskiego klasztoru w Lubiążu od 1201.
Została splądrowana przez wojska husyckie w 1431 r. W XV wieku miały miejsce liczne klęski głodu. Miejscowi właściciele ziemscy, Falkenhaynowie, faworyzowali w XVI wieku reformację w tych okolicach. W XVII wieku została spustoszona przez wojska saskie i epidemie. W XVIII wieku pojawiły się klęski głodu oraz spustoszenia wojenne (wojna siedmioletnia). Od końca XVIII wieku nastąpiła stopniowa poprawa sytuacji ekonomicznej związana z rozwojem hodowli owiec. Po sekularyzacji majątku klasztoru w Lubiążu w 1810 r., wieś włączona do majątku ziemskiego von Hoymów z siedzibą w Żerkowie. Znaczna część ludności była bezrolnymi pracownikami majątku.
W roku 1855 Julius Freiherr von Richthofen (1804-1890, z linii von Heinersdorf) kupił majątek Łososiowice (250 ha), a w 1865 sprzedał go Alexandrowi Freiherr von Richthofen (1840-1900, z linii von Gäbersdorf-Romberger). Był on, w latach 1874-1880, naczelnikiem okręgu Żerków (niem. Amtsbezirk Sürchen), wówczas z siedzibą w Łososiowicach, obejmującego także Żerków i Lipnicę. W roku 1884 sprzedał on majątek Oskarowi Trocger z Drezna-Blasewitz za sumę 180 000 marek. W gazecie powiatowej (Heimatblatt des Kreises Wohlau) określono stan budynków i upraw w sprzedanym majątku Łososiowice jako bardzo zły. Von Richthofenowie z Łososiowic byli krewnymi słynnego lotnika niemieckiego Manfreda von Richthofen.
W roku 1874 otwarto połączenie kolejowe Wrocław-Szczecin ze stacją Łososiowice. W XIX wieku dziedzicznymi sołtysami wsi (niem. Erbscholtiseibesitzer) byli członkowie miejscowej rodziny Stober.

### Parafia katolicka w Łososiowicach[12]
O istnieniu kościoła w Łososiowicach wspomina po raz pierwszy dokument z 1376 r. Od średniowiecza
 do 1946 r. istniała tu parafia rzymskokatolicka, do której należały kościoły filialne w Jodłowicach i Starym Dworze. Według spisu ludności z 1925 r. w Łososiowicach mieszkało 160 katolików, 223 protestantów i 2 osoby wyznania judaistycznego. Tutejsi protestanci uczęszczali do kościoła luterańskiego w Mojęcicach.
Parafia katolicka w Łososiowicach została zlikwidowana decyzją władz kościelnych w 1946 r. Ostatnim proboszczem tej parafii był ks. Alois Pohl (ur. 24.10.1877, ordynowany 20.06.1903, proboszcz Łososiowic od 1907 r.) zginął w czasie ofensywy Armii Czerwonej w końcu stycznia 1945 r., zastrzelony najprawdopodobniej przez żołnierzy sowieckich; jego zwłoki były zbezczeszczone i częściowo spalone; został pochowany przy kościele. Jego obowiązki (do 1947 r.) przejął ks. Kukowka z Wołowa, władający również językiem polskim.
Kościół w Łososiowicach stał się od 1946 r. kościołem filialnym parafii katolickiej w Brzegu Dolnym-Warzyniu pw. Wszystkich Świętych (potem parafii MB Szkaplerznej), a od 2007 r. parafii Matki Bożej Królowej Polski w Brzegu Dolnym.

## Współczesność
W czasie II wojny światowej zajęta została bez walk przez Armię Czerwoną. Zasiedlona przeważnie przez osoby wysiedlone z terenów obecnej Ukrainy. W latach 1952–1956 funkcjonował Rolniczy Zespół Spółdzielczy Chłopska Droga w Łososiowicach. Część majątku przekształcono w PGR z siedzibą w Naborowie, zlikwidowany w 1995 r. We wsi działała szkoła podstawowa do początku lat 90. XX wieku. Wieś posiada oświetlenie uliczne, wodociąg od roku 1975 oraz kanalizację od roku 2005, zbudowaną z pomocą środków Unii Europejskiej.

## Zabytki
Do wojewódzkiego rejestru zabytków wpisany jest:
- kościół św. Jadwigi (XVIII-XIX/XX w.)

We wsi znajduje się również budynek dawnego dworu (XVIII-XX w., po 1945 r. przebudowany na mieszkalny, zdewastowany) z zabudowaniami gospodarczymi, budynek dawnej gospody (XIX-XX w.) (nr.35,35a) i budynek dawnego sklepu (XIX-XX w., nr.31).